# Martin Cellarius
Martin Cellarius, właśc. Martin Borrhaus (ur. 1499 w Stuttgarcie, zm. 11 października 1564 w Bazylei) – XVI-wieczny niemiecki unitariański działacz reformacyjny.
Studiował na uniwersytecie w Tybindze, gdzie w 1515 roku uzyskał tytuł mistrza sztuk wyzwolonych. W 1519 roku opuścił Tybingę z powodu trwającej wojny pomiędzy Związkiem Szwabskim a Wirtembergią i przeniósł się do Ingolstadt, gdzie studiował teologię pod kierunkiem Johanna von Ecka i Johannesa Reuchlina. W 1521 roku z powodu panującej w Ingolstadt zarazy wyjechał do Wirtembergii, gdzie nawiązał znajomość z Melanchtonem i zafascynował się naukami Lutra. Rok później opuścił miasto z powodu narastających między reformatorami sporów teologicznych i udał się do Szwajcarii, gdzie związał się z grupą radykalnych protestantów. W kolejnych latach odbył podróż do Prus przez Austrię i Polskę, po powrocie z której ponownie osiadł w 1526 roku w Wirtembergii.
W 1527 roku poślubił bogatą wdowę nazwiskiem Uttenheim, po jej śmierci w 1536 roku przeniósł się do Bazylei. W 1538 roku ponownie wstąpił w związek małżeński. W 1541 roku został wykładowcą retoryki na Uniwersytecie Bazylejskim, a następnie w 1546 roku wykładowcą Starego Testamentu. W 1546 roku objął także stanowisko rektora tej uczelni, na które ponownie został wybrany w 1553 i 1564 roku.
W 1527 roku w Strasburgu ukazał się traktat Cellariusa De operibus Dei, który doprowadził do jego poróżnienia się z Lutrem. Dzieło to, jako jeden z pierwszych utworów protestanckich, otwarcie zawierało elementy unitarne i millenarystyczne. Cellarius był także zwolennikiem nauki o predestynacji i odrzucał chrzest dzieci. Wraz z Sebastianem Castellio i Celio Curione wystąpił przeciw Kalwinowi w obronie Miguela Serveta.